# Hansjörg Schmitthenner
Hansjörg Schmitthenner (* 20. November 1908 in Colmar; † 26. Mai 1993 in München) war ein deutscher Dramaturg und langjähriger Leiter der Hörspielabteilung des Bayerischen Rundfunks (BR).

## Leben
Hansjörg Schmitthenner, Sohn des Architekten Paul Schmitthenner, studierte zunächst Medizin, dann Schauspiel bei Otto Falckenberg. Nach dem Krieg arbeitete er zunächst als Verlagslektor und freier Schriftsteller, bis er 1950 als Hörspieldramaturg beim BR anfing. Bis 1974 war er Leiter der Hörspielabteilung.
Hansjörg Schmitthenner hat sich vor allem als Förderer des experimentellen Hörspiels einen Namen gemacht. Zu den Autoren, die er gefördert hat, zählen unter anderem Wolfgang Weyrauch, Ernst Jandl und Paul Pörtner.

## Auszeichnungen
- 1986: Schwabinger Kunstpreis (Ehrenpreis)
- 1990: Hörspiel des Monats August (für Welthören, Teil 3: Asien hören)